# Acrodontis hunana
Acrodontis hunana is een vlinder uit de familie van de spanners (Geometridae). De wetenschappelijke naam van de soort is, als Acrodontis aenigma hunana, voor het eerst geldig gepubliceerd in 1936 door Eugen Wehrli. De statusverandering werd in 1976 door Hiroshi Inoue geëffectueerd.

## Type
- lectotype: "male, 14.IV.1933, leg. H. Höne"
- instituut: ZFMK, Bonn, Duitsland
- typelocatie: "China, Provinz Hunan, Hoeng-Shan, 900 m"

Het lectotype is vastgelegd door Koboayashi in 1995.